# 交響曲第6番 (バックス)
交響曲第6番は、アーノルド・バックスが1934年から1935年にかけて作曲した交響曲。

## 概要
本作は大部分が1934年にスコットランドのモラーで書き進められ、翌1935年2月10日に完成された。初演は1935年11月21日にロンドンのクイーンズ・ホールでエイドリアン・ボールトの指揮、ロイヤル・フィルハーモニー管弦楽団によって行われ、曲はボールトへと献呈された。ただし、手稿譜からは当初カロル・シマノフスキへの献呈が予定されていたものの取り消されたということを読み取ることが出来る。
デイヴィッド・パーレットによれば、本作は「[バックスによる]自身のお気に入りであり、広く彼の最高傑作と目される（中略）力強く緊密に制御されている」という。ヴァーノン・ハンドリーも「傑作」と呼び、称賛している。

## 楽器編成
ピッコロ、フルート3、オーボエ2、コーラングレ、クラリネット3、バスクラリネット、ファゴット2、コントラファゴット、ホルン4、トランペット3、トロンボーン3、チューバ、ティンパニ、バスドラム、テナードラム、スネアドラム、シンバル、タンバリン、トライアングル、ゴング、グロッケンシュピール、チェレスタ、ハープ、弦五部。

## 楽曲構成

### 第1楽章
Moderato - Allegro con fuoco
序奏付きのソナタ形式。主部の調性からは遠い嬰ハ短調による、暗く、冷たい序奏で開始する。序奏が頂点に達して休止が挟まれると、舞踏的な第1主題がハ調（長調/短調）で提示される。変ホ長調の第2主題は3本のフルートによって奏される。展開部は専ら第1主題を扱って進行し、再現部では第2主題が3つのトロンボーンによって劇的に奏される。

### 第2楽章
Lento molto espressivo
穏やかで抒情的な雰囲気を纏っている。6小節の序奏に続き、30小節の主題が弦楽器によって奏でられる。この主題を管弦楽が反復した後、トランペットの独奏によって2つ目の主題が示される。2つ目の主題はスコッチ・スナップのリズムを特徴としている。行進曲調のパッセージが現れた後、楽章は終わりを迎える。

### 第3楽章
Introduction (Lento moderato) – Scherzo & Trio (Allegro vivace – Andante semplice) – Epilogue (Lento)
スケルツォとトリオ、そしてフィナーレを融合させた独創的な楽章で、曲の演奏時間の半分を占める規模を有する。まずクラリネットが息の長い旋律を歌い、これはその後も楽章中で現れる。速度を上げてスケルツォに入ってから聞かれるアイルランド舞曲風の素材は、先のクラリネットの主題から導かれている。大人しいトリオを経てスケルツォ部へ回帰すると、シベリウスの『タピオラ』が引用されて壮大なクライマックスが形成される。エピローグではこれまでの主題が回想され、緊張を解かれた安らぎをもって曲は終結へと導かれる。